# 아오바 유키히로
아오바 유키히로(일본어: 青葉 幸洋, 1979년 7월 26일 ~ )는 일본의 전 축구 선수이다.

## 구단 경력
과거 방포레 고후, 도쿄 베르디, 도쿠시마 보르티스에서 활동하였다.